# Hela

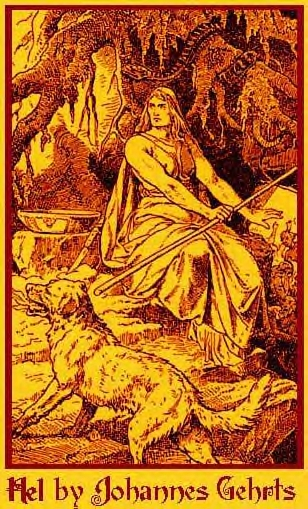
Una representación de Hela acosada por Garm, por Johannes Gehrts.

Hela o Hel era la encargada en el inframundo de los muertos de tierra firme en la mitología nórdica. Hija de Loki y de la gigante proveniente de Jötunheim, Angrboda, Hela reina sobre el Helheim, donde vive bajo una de las raíces de Yggdrasil.
En un lado de su cuerpo era realmente hermosa, pero el otro lado era igual al de un cadáver en putrefacción y de él despedía un olor nauseabundo. Se cree que Hela se representa así por como es vista la muerte por los hombres.

## Residencia
Su morada se llama Helheim o Hel y el camino que lleva hasta ella es Helway, que es tan largo que Hermod lo tuvo que recorrer en nueve días y nueve noches, siempre hacia el norte y descendiendo constantemente. El Helheim está rodeado de una muralla en la que se abren una o varias puertas y en su imperio corren ríos sombríos. Una de esas corrientes de agua se llama Slid. Ésta nace en el este, fluye hacia el oeste a través de valles infectados de veneno y está llena de barro y espadas. Un perro, Garm, vigila la entrada de una de sus cavernas, Gnipahellir.
El Acceso de Hel (Helway) es horrible, pues encadena al hombre moribundo con sólidas ligaduras que no pueden ser rotas, mientras la angustia roe su corazón y las sirvientes de Hela vienen cada noche a invitarlo. Ante los ojos del hombre moribundo se despliega una oscura y horrible región de brumas; ve que el sol, el puro astro del día, se desvanece y desaparece, y oye que los goznes de la Puerta de Hel (Helgate) crujen, y ésta se abre para recibirlo. La compañía de Hela es grande, pero tiene una morada lo bastante grande para todos; su imperio se extiende a lo lejos, sus palacios son prodigiosamente altos y tienen grandes puertas. Naturalmente su morada está hecha de sombras, pero tiene la apariencia de la realidad.

## Moradores
Se decía que los que morían en el campo de batalla iban a Odín, al Valhalla, mientras que los que morían de enfermedad o de vejez iban a Hela, al Helheim. Pero también parece que acuden otros, buenos o malos; pues se sabe que Balder acudió a Hel cuando fue asesinado por Höðr. Sigfrido, el que mató a Fafner, también al ser después asesinado por Gunther, fue a Hel; y Brunilda igualmente fue allí en su bello carro después de ser quemada en su pira funeraria.(1) Eso no es todo, ya que aquellos virtuosos en vida que morían naturalmente iban también al cielo, pero no al Valhalla, sino al Vingólf, mientras que aquellos que vivían en la blasfemia y la bajeza aunque murieran bajo armas iban a una de las regiones del Niflheim.
Ella no puede recibir a aquellos ahogados en el mar ya que pertenecen a la diosa Ran, por lo tanto sólo obtiene los muertos en tierra firme. Las mujeres nobles tampoco iban a Hela, ya que eran acogidas por Freyja luego de su muerte, mientras que las doncellas moraban con Gefjun.

## Otras leyendas
Antes de que Balder muriera, Odín bajó hasta el Helheim para preguntar a Hela cómo moriría este. El primero en acudir fue el perro de Hela, que con todo el pecho ensangrentado ladró a Odín durante mucho tiempo, hasta que este se disfrazó y se encontró con la señora del infierno, quien le dijo que Balder moriría a manos de Höðr. Cuando la muerte de Balder se vio consumada, Hermod, el más rápido de todos los dioses, montó a Sleipnir, el caballo de Odín y fue camino al Helheim. Cuando llegó vio a su hermano ocupando el asiento más distinguido del palacio. Hermod, explicando a Hela la pena de los dioses y de todas las cosas vivientes por la muerte de Baldr, le pidió que lo dejara volver a Asgard. Ésta pidió que todas las cosas del mundo, animadas e inanimadas, lloraran la muerte de Baldr para ver si era tan mundialmente amado; solo así le devolvería la vida. Entonces, todo en el mundo lloró por su dios muerto; todos menos una gigante llamada Thok. Esta, quien en realidad era su padre Loki disfrazado, se negó a llorar ya que decía que Balder nunca le había dado ninguna alegría. De este modo Balder quedará en el Helheim hasta el Ragnarök.